# 穆克登布 (镶红旗)
穆克登布（？—1826年），季姓，清朝满洲镶红旗人。
穆克登布驻防伊犁。开始调任委前锋校，历任协领，库尔喀喇乌苏、伊犁领队大臣。清宣宗道光元年（1821年）诱捕张格尔一党蒙达拉克。后来率军驻防喀什噶尔图舒克塔什卡伦。道光六年（1826年），在七里河与张格尔叛军作战，阵亡。朝廷赠他都统衔，追封骑都尉兼云骑尉世职，谥壮节。